# قبر خير الدين بربروسا
قبر خير الدين بربروسا،يقع قبر قائد الأسطول العثماني خير الدين بربروسا، في منطقة بشكتاش، في الجانب الأوروبي من مدينة إسطنبول التركية، تم تصميم وبناء الضريح من قبل المهندس المعماري العثماني معمار سنان في عام 1541، وما زال يحتفظ بميزاته الأصلية.

## الموقع
يقع بالقرب من ميناء العبارات التابع لمنطقة بشكتاش من مدينة إسطنبول حيث كان يتجمع أسطوله، وجانب متحف إسطنبول البحري ونصب بربروس التذكاري.

## التاريخ
- بنيت المقبرة التي تضم القبر في بشكتاش من قبل المهندس المعماري سنان بين عامي 1541 و1542.
- يوجد فيها أربعة توابيت مفتوحة لزيارة الجمهور فقط في المناسبات والمهرجانات الخاصة.[8]